# Erkinger ze Seinsheimu
Erkinger I. ze Seinsheimu, svobodný pán ze Schwarzenbergu, původně Erking VI. ze Seinsheimu (německy Erkinger I. von Seinsheim, Freiherr von Schwarzenberg; 1362 – 11. prosince 1437) byl vrchním nadlovčím Würzburského knížecího biskupství a donátorem. Od roku 1416 nosil titul říšského rady. V roce 1429 byl povýšen do stavu svobodného a korouhevního pána. Byl generálem protihusitského vojska.
Erkinger je považován za předka dnešních knížat ze Schwarzenbergu.

## Život
Erking ze Seinsheimu se narodil v roce 1362 jako první a jediný syn Michaela I. ze Seinsheimu a jeho manželky Markéty z Rožmberka, s níž se otec oženil po smrti své první manželky.
Michael ze Seinsheimu byl purkrabím marienberské pevnosti a jako takový byl podřízen würzburskému knížeti-biskupovi. Erkinger vyrostl na hradě Stephansberg poblíž Haidtu.
Po smrti otce dne 30. července 1399 Erkinger převzal rodový majetek. Rodina byla zámožná a Erkinger rozšiřoval majetek dalšími akvizicemi. V roce 1399 koupil vesnici Astheim a v roce 1406 byl jmenován nejvyšším lovčím Würzburského knížectví.
Dne 2. června 1409 předal ves Astheim kartuziánskému řádu, který zde založil klášter Pons Mariae (Marienbrück) s rodovým pohřebištěm.

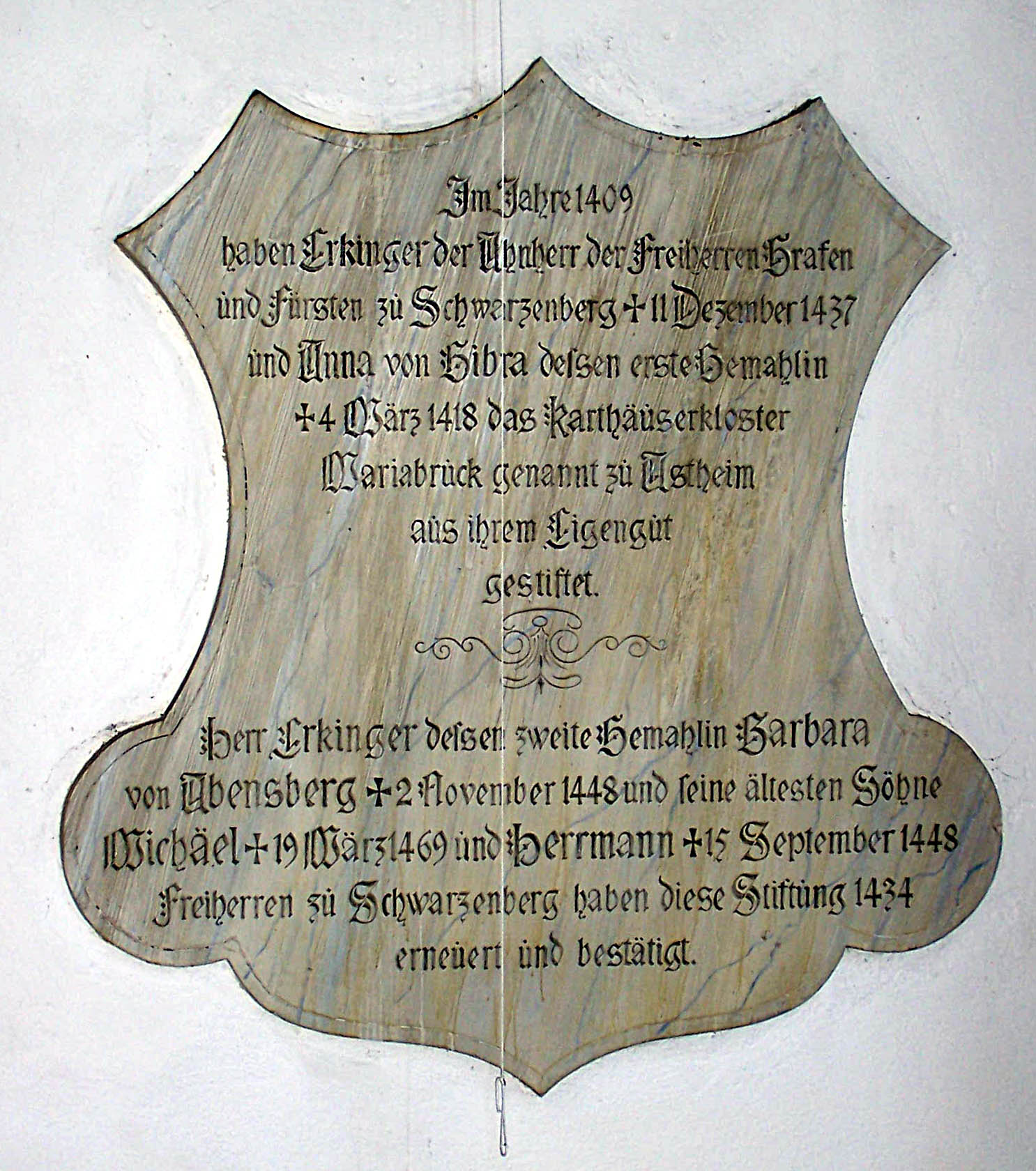
Nápis v astheimském klášterním kostele potvrzuje založení Erkingem

Jeho blízký vztah s králem Zikmundem Lucemburským vedl v roce 1416 k jeho jmenování císařským radou. O rok dříve, v roce 1415, byla Erkingerova obec Scheinfeld povýšena císařským výnosem na město. Erkinger získal od pánů z Vestenbergu, z Abenbergu a od zadluženého würzburského biskupství zámek Schwarzenberg u Scheinfeldu.
Erkinger přenesl své rodové sídlo do mohutné Steigerwaldské pevnosti a od té doby se psal „Herr zu Schwarzenberg“. V té době také začal poskytovat půjčky okolní pánům. Mezi jeho dlužníky patřilo Würzburské biskupství a norimberský purkrabí. V roce 1417 pak Erkinger cestoval po boku krále na kostnický koncil, kde se poprvé setkal se stoupenci husitské věrouky.
V letech 1420 a 1429 se Erkinger stal královým generálem a vedl v Čechách tažení proti husitům. Po smrti krále Václava IV., navštívil v červnu 1420 král Zikmund Lucemburský hrady Točník a Žebrák a v roce 1421 oba hrady zastavil Erkingerovi. Ten plánoval provdat svou dceru Elišku za Bedřicha z Kolovrat a 14. května 1421 uzavřel předsvatební smlouvu, jejíž součástí bylo převedení zástavy obou hradů na Bedřicha. Už 7. července 1421 vykonávali bratři Bedřich a Hanuš z Kolovrat patronátní právo ke kostelu sv. Martina v Cerhovicích. Roku 1433 se Erkinger ze Seinsheimu se svým synem Heřmanem definitivně rozhodli přenechat Točník a Žebrák Kolovratům. Ačkoliv formálně se tak stalo v roce 1437, skutečné předání proběhlo už 8. června 1430.
Vrcholu své kariéry Erkinger dosáhl v roce 1429, kdy jej král jmenoval svobodným a korouhevním pánem, čímž se zařadil mezi panský stav. Ve téže době byl Erkinger ministeriálem würzburského knížete-biskupa Jana II. z Brunnu, od něhož v roce 1432 odkoupil panství na Marienbergu nad Würzburgem.
V roce 1432 Erkinger získal hrad Hohenlandsberg a úřad soudního vykonavatele.
Jeho synové se stále psali jako páni ze Seinsheimu a svobodní páni ze Schwarzenbergu, jeho vnuci již jméno Seinsheim vypustili a nosili pouze titul Schwarzenberg.
Erking I. ze Seinsheimu, svobodný pán ze Schwarzenbergu, zemřel 11. prosince 1437 a byl pohřben ve své astheimské fundaci.

## Manželství a potomci
- Michael († 19. března 1469; = v klášteře Astheim)
- Matern († 1411)
- Jindřich († 1423)
- Heřman († 15. září 1448)
- Markéta († 11. dubna 1468)
- Anežka

Po smrti své manželky se Erkinger oženil s Barborou z Abensbergu. S ní zplodil dalších osm dětí:
- Erkinger († 26. září 1503 v Astheimu), kolem roku 1473 kanovník v Eichstätt [8]
- Bedřich
- Oldřich († 1456)
- Jošt
- Jan (* kolem roku 1428 – pravděpodobně 16. května 1460 poblíž Giengen an der Brenz)
- Zikmund (* 1430 – 3. července 1502)
- Kunhuta († 2. září 1469 v Chebu), ⚭ Matyáš Šlik (asi 1400–1487)
- Magdaléna († po 14. listopadu 1485)[9]

Barbora zemřela 2. listopadu 1448 a byla pohřbena po boku svého manžela v hrobce v Astheimu.